# Ralf Rothmann
Ralf Rothmann, född 10 maj 1953 i Schleswig och uppvuxen i Ruhrområdet, är en tysk författare.
Efter utbildning till murare flyttade han i mitten av 1970-talet till Berlin där han bl.a. arbetade på sjukhus och ett tryckeri. Rothmann debuterade 1984 med diktsamlingen Kratzer. Han har även skrivit dramatik och noveller, men idag är han mest känd som romanförfattare. Han har fått en rad priser för sitt författarskap, priser instiftade till minne av Hermann Lenz (2001), Heinrich Böll (2005), Max Frisch (2006), Hans Fallada (2008), Walter Hasenclever (2010) och Friedrich Hölderlin (2013).